# Jura (cordilheira)

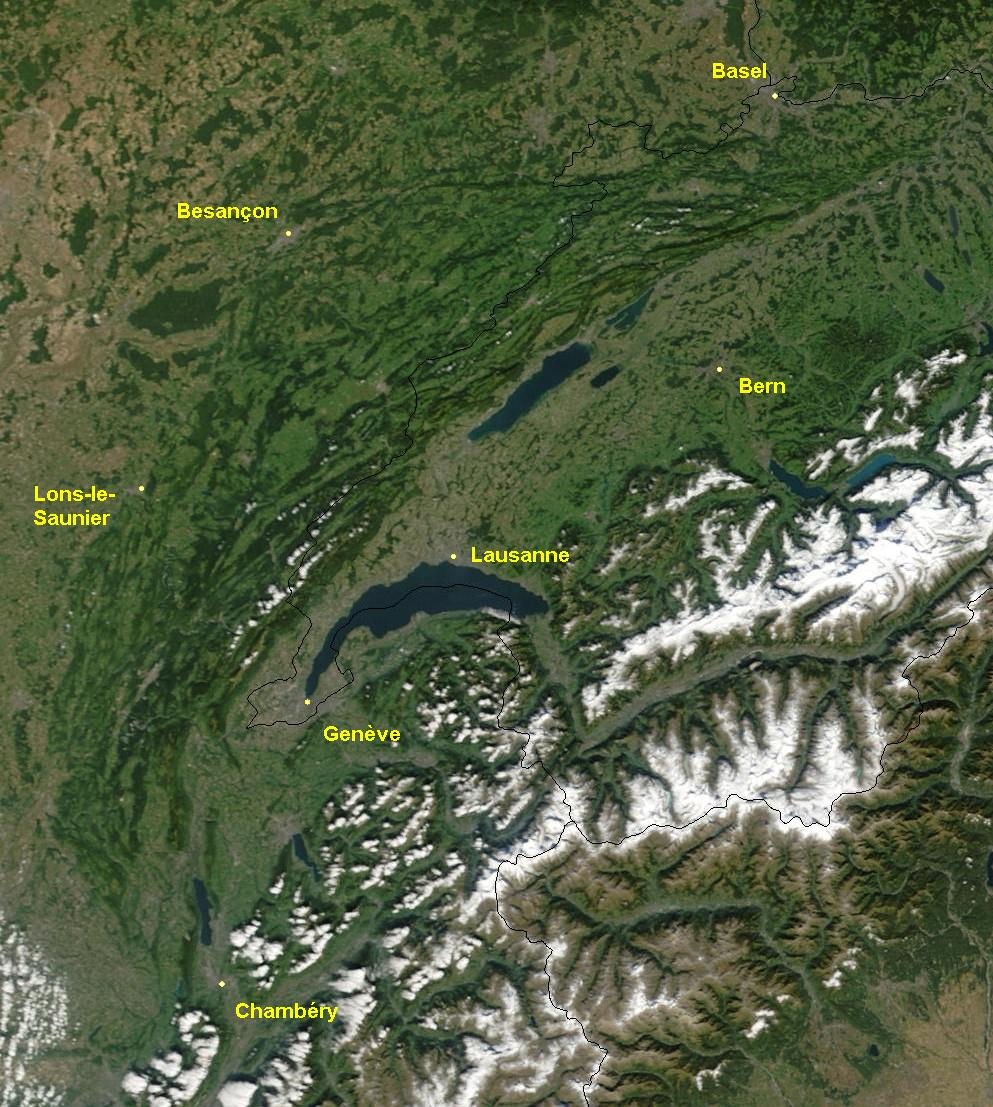
Foto de satélite do Jura.

O Jura, tal como é conhecido o  Maciço do Jura ou a Cordilheira do Jura,  é uma cadeia de montanhas culminando a 1 720 m de altitude, situada ao norte dos Alpes, na França, Suíça e Alemanha.

## Geografia
O maciço do Jura situa-se principalmente ao longo da fronteira franco-suíça com a forma de uma arco de círculo variando de um eixo Este-Oeste, na sua parte Norte, para um eixo Norte-Sul na sua parte ocidental, onde fica paralelo ao lago Lemano, pelo  que tal como este tem uma forma de banana.
O maciço estende-se na realidade desde Lägern, um anticlinal no cantão de Zurique na Suíça, até ao departamento da Isère na França, pelo que tem cerca de 400 km de comprimento.

### Por países
Na França, ela cobre essencialmente a região Franche-Comté e se estende pela região Rhône-Alpes, a leste do departamento de Ain e ao noroeste do departamento da Saboia  (chaîne de l'Epine e dent du Chat).
Na Suíça, ela cobre a fronteira oeste com a França, nos cantões de Argóvia, Basileia, Soleura (Solothurn), Jura, Berna, Neuchâtel e Vaud.
A cordilheira se prolonga pela Alemanha por dois planaltos calcários de altitude modesta, o Jura suabo e franconiano, situados principalmente na Baviera.

## Particularidades
O Jura deu seu nome a um célebre período geológico do nosso planeta, o Jurássico, durante a era secundária, entre 210 a 140 milhões de anos atrás. Na verdade, foi durante esse período que os sedimentos que viriam a formar a cadeia do Jura se depositaram.
O Jura, composto de rochas calcárias, logo geralmente porosas, retém muito mal a água no seu interior. Assim, no Jura do Vaud, com exceção do Vale de Joux, é difícil encontrar uma fonte de água ou perfurar um poço. A região do Jura é, assim, pouco habitada e geralmente utilizada no verão como terreno de pasto pelos criadores da planície. Certos chalés da parte Suíça se reconverteram em restaurantes típicos.
O Jura deu seu nome ao departamento francês do Jura e ao cantão suíço do Jura.

## Picos principais
- 1 720 m: Crêt de la Neige (Ain, França)
- 1 717 m: Le Reculet (Ain, França)
- 1 688 m: Colomby de Gex (Ain, França)
- 1 679 m: Mont Tendre (Vaud, Suíça)
- 1 677 m: La Dôle (Vaud, Suíça)
- 1 621 m: Grand Crêt d'Eau (Ain, França)
- 1 607 m: Le Chasseron (Vaud, Suíça)
- 1 607 m: Chasseral (Berna, Suíça)
- 1 540 m: Grand Colombier (Ain, França)
- 1 528 m: La Barillette (Vaud, Suíça)

## Passo de montanha
Alguns passos de montanha mais elevados e anotados "Rod", para rodoviário, quando acessível por estrada.
- 1 615 m: Chalé do Mont Tendre (Vaud, Suíça)
- 1 502 m: Passo do Chasseral (Berna, Suíça) - Rod
- 1 501 m: Passo do Grande Colombier (D 120, Ain, França) - Rod
- 1 447 m: Passo de Marchairuz (Vaud, Suíça) - Rod
- 1 323 m: Passo da Faucille (N 5 / E 21, (Ain, França) - Rod
- 1 283 m: Passo da Vue des Alpes (Neuchâtel, Suíça) - Rod
- 1 228 m: Passo da Givrine (Vaud, Suíça) - Rod
- 1 180 m: Passo do Mollendruz (Vaud, Suíça) - Rod
- 1 152 m: Passo des Étroits (Vaud, Suíça) - Rod